# Milton Nobles
Milton Nobles, nato Milton Nobles Taisey (Cincinnati, 28 settembre 1844 – New York, 14 giugno 1924), è stato uno sceneggiatore, romanziere e commediografo statunitense.

## Filmografia

### Sceneggiatore
- The Phoenix - cortometraggio (1910)
- Saved by the Enemy, regia di George Lessey - cortometraggio (1913)
- His First Performance, regia di Charles H. France - cortometraggio (1913)
- Porgy's Bouquet, regia di C.J. Williams - cortometraggio (1913)
- The Courage of Silence, regia di William P.S. Earle (1917)
- The Price of Pride, regia di Harley Knoles (1917)

### Attore
- The Phoenix - cortometraggio (1910)